# Port-Salut
Port-Salut (Haitianisch-Kreolisch Pòsali) ist eine Gemeinde im Département Sud von Haiti.
In dem Ort befindet sich der Sitz des Arrondissement Port-Salut.
Der ehemalige Präsident des Landes, Jean-Bertrand Aristide, wurde hier 1953 geboren.